# طریفه
طریفه، روستایی از توابع بخش مرکزی شهرستان رامهرمز در استان خوزستان ایران است.

## جمعیت
این روستا در دهستان حومه‌شرقی قرار دارد و براساس سرشماری مرکز آمار ایران در سال ۱۳۸۵، جمعیت آن زیر سه خانوار بوده‌است.اکثر جمعیت این روستاقبل و بعد از انقلاب اسلامی ایران به علت بیکاری به شهرستان‌های اهواز ورامهرمز مهاجرت کردند.ساکنان روستا عرب و از قبیله آل فتله می‌باشند که به آل بوفتیله(آلبوفتیله)و فتلاوی مشهورند.قبل از سکونت آل فتله قبیله عرب دیگری یعنی زهیری در این محل ساکن بودند و به همین دلیل این روستا به طریفه زهیری نیز مشهور است.هم اکنون زعامت این روستا واهالی آن که در شهرستان‌های اهواز ورامهرمز پراکنده هستندو به بیت علی ملقب هستند برعهده شیخ شمال بن علی بن هلیل الفتلاوی می‌باشد.در سال 1392جمعیت عرب این روستا حدود20نفر بوده ودیگراهالی آن که در شهر ساکن هستند همه روزه برای کشاورزی به این روستامراجعه می‌کنند.
همچنین تعدادی ازطوایف ترک زبان مانند لرکی -مالکی واشتری وگلابلی در این روستا به شغل دامداری و کشاورزی 
مشغول بودند که به مرور زمان به شهرهای اطراف مهاجرت کردند.